# Première circonscription de Loir-et-Cher
La première circonscription de Loir-et-Cher est l'une des 3 circonscriptions législatives que compte le département français de Loir-et-Cher, situé en région Centre-Val de Loire.
Depuis le 23 juillet 2022, elle est représentée à l'Assemblée nationale, lors de la XVIe législature de la Cinquième République, par Mathilde Desjonquères, députée MoDem, suppléante de Marc Fesneau, nommé au gouvernement.

## Description géographique et démographique

### De 1958 à 1986
La première circonscription de Loir-et-Cher est alors composée de :
- canton de Blois-Est
- canton de Blois-Ouest
- canton de Contres
- canton d'Herbault
- canton de Mer
- canton de Montrichard

Source : Journal officiel du 14-15 octobre 1958.

### Depuis 1988
La première circonscription de Loir-et-Cher est délimitée par le découpage électoral de la loi no 86-1197 du 24 novembre 1986, elle regroupe les divisions administratives suivantes : cantons de Blois I, Blois II, Blois III, Blois IV, Blois V, Contres, Herbault, Montrichard, Vineuil.
À la suite du  redécoupage des circonscriptions législatives réalisé en 2010, la première circonscription comprend à présent les cantons suivants : 
- Canton de Blois-I
- Canton de Blois-II
- Canton de Blois-III
- Canton de Blois-IV
- Canton de Blois-V
- Canton de Contres
- Canton de Montrichard
- Canton de Vineuil.

D'après le recensement général de la population en 1999, réalisé par l'Institut national de la statistique et des études économiques (INSEE), la population totale de la circonscription est estimée à 124 270 habitants,.

## Historique des députations
| Législature | Début de mandat | Fin de mandat  | Député                                  | Parti politique | Observations |
| ----------- | --------------- | -------------- | --------------------------------------- | --------------- | --- |
| IXe         | 23 juin 1988    | 1er avril 1993 | Jack Lang,                              | PS,             | |
| Xe          | 2 avril 1993    | 21 avril 1997  | Jack Lang,                              | PS,             | Mandat écourté à la suite d'une dissolution parlementaire décidée par Jacques Chirac. |
| XIe         | 12 juin 1997    | 18 juin 2002   | Jack Lang,                              | PS,             | |
| XIIe        | 19 juin 2002    | 19 juin 2007   | Nicolas Perruchot,                      | UDF,            | |
| XIIIe       | 20 juin 2007    | 19 juin 2012   | Nicolas Perruchot,                      | NC,             | |
| XIVe        | 20 juin 2012    | 20 juin 2017   | Denys Robiliard                         | PS              | |
| XVe         | 21 juin 2017    | 21 juin 2022   | Marc Fesneau puis Stéphane Baudu        | MoDem           | Stéphane Baudu devient député le 17 novembre 2018 en remplacement de Marc Fesneau, nommé ministre délégué chargé des Relations avec le Parlement et de la Participation citoyenne le 16 octobre 2018. Stéphane Baudu démissionne de son mandat le 27 juillet 2021. |
| XVIe        | 22 juin 2022    | 9 juin 2024    | Marc Fesneau puis Mathilde Desjonquères | MoDem           | Mathilde Desjonquères devient députée le 23 juillet 2022 en remplacement de Marc Fesneau, nommé ministre de l'Agriculture et de la Souveraineté alimentaire le 20 mai 2022. Mandat écourté à la suite d'une dissolution parlementaire décidée par Emmanuel Macron. |

## Historique des élections

### Élections de 1958
| Candidat       | Candidat         | Parti          | Premier tour | Premier tour | Second tour | Second tour |  |
| Candidat       | Candidat         | Parti          | Voix         | %            | Voix        | %           |  |
| -------------- | ---------------- | -------------- | ------------ | ------------ | ----------- | ----------- |  |
|                | André Burlot élu | MRP            | 15 883       | 38,17        | 27 945      | 73,99       |  |
|                | Robert Bruyneel  | CNIP           | 11 980       | 28,79        | Retrait     | Retrait     |  |
|                | Robert Levasseur | PCF            | 8 206        | 19,72        | 9 826       | 26,01       |  |
|                | Edmond Mounin    | SFIO           | 5 543        | 13,32        | Retrait     | Retrait     |  |
|                |                  |                |              |              |             |             |  |
| Inscrits       | Inscrits         | Inscrits       | 54 986       | 100,00       | 54 970      | 100,00      |  |
| Abstentions    | Abstentions      | Abstentions    | 11 512       | 20,94        | 14 298      | 26,01       |  |
| Votants        | Votants          | Votants        | 43 474       | 79,06        | 40 672      | 73,99       |  |
| Blancs et nuls | Blancs et nuls   | Blancs et nuls | 1 862        | 4,28         | 2 901       | 7,13        |  |
| Exprimés       | Exprimés         | Exprimés       | 41 612       | 95,72        | 37 771      | 92,87       |  |

Le suppléant d'André Burlot était Marcel Buhler, premier adjoint au maire de Blois.

### Élections de 1962
| Candidat       | Candidat             | Parti          | Premier tour | Premier tour | Second tour | Second tour |  |
| Candidat       | Candidat             | Parti          | Voix         | %            | Voix        | %           |  |
| -------------- | -------------------- | -------------- | ------------ | ------------ | ----------- | ----------- |  |
|                | Roger Goemaere élu   | UNR-UDT        | 11 512       | 32,28        | 15 697      | 38,05       |  |
|                | André Burlot sortant | MRP            | 10 785       | 30,24        | 12 674      | 30,72       |  |
|                | Fernand Jupeau       | PCF            | 8 306        | 23,29        | 12 885      | 31,23       |  |
|                | Jean Renaudin        | PSU            | 4 292        | 12,03        | Retrait     | Retrait     |  |
|                | André Mallet         | UFF            | 771          | 2,16         |             |             |  |
|                |                      |                |              |              |             |             |  |
| Inscrits       | Inscrits             | Inscrits       | 55 569       | 100,00       | 56 523      | 100,00      |  |
| Abstentions    | Abstentions          | Abstentions    | 18 228       | 32,8         | 13 967      | 24,71       |  |
| Votants        | Votants              | Votants        | 37 341       | 67,2         | 42 556      | 75,29       |  |
| Blancs et nuls | Blancs et nuls       | Blancs et nuls | 1 675        | 4,49         | 1 300       | 3,05        |  |
| Exprimés       | Exprimés             | Exprimés       | 35 666       | 95,51        | 41 256      | 96,95       |  |

Le suppléant de Roger Goemaere était Henri Robert, agriculteur, maire de Champigny-en-Beauce.

### Élections de 1967
| Candidat       | Candidat               | Parti          | Premier tour | Premier tour | Second tour | Second tour |  |
| Candidat       | Candidat               | Parti          | Voix         | %            | Voix        | %           |  |
| -------------- | ---------------------- | -------------- | ------------ | ------------ | ----------- | ----------- |  |
|                | Pierre Sudreau élu     | CD (PDM)       | 17 541       | 36,18        | 30 202      | 65,29       |  |
|                | Roger Goemaere sortant | UD-Ve          | 14 991       | 30,92        | Retrait     | Retrait     |  |
|                | René Piquet            | PCF            | 11 123       | 22,94        | 16 058      | 34,71       |  |
|                | Paul Foulet            | FGDS (CIR)     | 4 824        | 9,95         |             |             |  |
|                |                        |                |              |              |             |             |  |
| Inscrits       | Inscrits               | Inscrits       | 60 172       | 100,00       | 60 167      | 100,00      |  |
| Abstentions    | Abstentions            | Abstentions    | 10 601       | 17,62        | 11 790      | 19,6        |  |
| Votants        | Votants                | Votants        | 49 571       | 82,38        | 48 377      | 80,4        |  |
| Blancs et nuls | Blancs et nuls         | Blancs et nuls | 1 092        | 2,2          | 2 117       | 4,38        |  |
| Exprimés       | Exprimés               | Exprimés       | 48 479       | 97,8         | 46 260      | 95,62       |  |

Le suppléant de Pierre Sudreau était Robert Moreau, maire de Vineuil.

### Élections de 1968
| Candidat       | Candidat                     | Parti          | Premier tour | Premier tour | Second tour | Second tour |  |
| Candidat       | Candidat                     | Parti          | Voix         | %            | Voix        | %           |  |
| -------------- | ---------------------------- | -------------- | ------------ | ------------ | ----------- | ----------- |  |
|                | Pierre Sudreau sortant réélu | CD (PDM)       | 19 371       | 41,12        | 30 854      | 70,74       |  |
|                | Jean-François Deniau         | UDR (URP)      | 12 815       | 27,21        | Retrait     | Retrait     |  |
|                | René Piquet                  | PCF            | 9 509        | 20,19        | 12 764      | 29,26       |  |
|                | Charles Diard                | FGDS (Radical) | 3 276        | 6,95         |             |             |  |
|                | Jean Billeau                 | PSU            | 2 132        | 4,53         |             |             |  |
|                |                              |                |              |              |             |             |  |
| Inscrits       | Inscrits                     | Inscrits       | 60 170       | 100,00       | 60 157      | 100,00      |  |
| Abstentions    | Abstentions                  | Abstentions    | 12 290       | 20,43        | 14 636      | 24,33       |  |
| Votants        | Votants                      | Votants        | 47 880       | 79,57        | 45 521      | 75,67       |  |
| Blancs et nuls | Blancs et nuls               | Blancs et nuls | 777          | 1,62         | 1 903       | 4,18        |  |
| Exprimés       | Exprimés                     | Exprimés       | 47 103       | 98,38        | 43 618      | 95,82       |  |

Le suppléant de Pierre Sudreau était Robert Moreau.

### Élections de 1973
|                | Pierre Sudreau sortant réélu | CDP (URP)      | 27 754 | 52,97  |  |  |  |
|                | Roger Leclerc                | PCF            | 10 600 | 20,23  |  |  |  |
|                | Michel Fichant               | PS (UGSD)      | 8 038  | 15,34  |  |  |  |
|                | Michel Hermelin              | Divers droite  | 2 999  | 5,72   |  |  |  |
|                | Bernard Lefresne             | PSU            | 2 012  | 3,84   |  |  |  |
|                | Lionel Martin                | LCR            | 989    | 1,89   |  |  |  |
|                |                              |                |        |        |  |  |  |
| Inscrits       | Inscrits                     | Inscrits       | 65 675 | 100,00 |  |  |  |
| Abstentions    | Abstentions                  | Abstentions    | 11 810 | 17,98  |  |  |  |
| Votants        | Votants                      | Votants        | 53 865 | 82,02  |  |  |  |
| Blancs et nuls | Blancs et nuls               | Blancs et nuls | 1 473  | 2,73   |  |  |  |
| Exprimés       | Exprimés                     | Exprimés       | 52 392 | 97,27  |  |  |  |

Le suppléant de Pierre Sudreau était Robert Moreau.

### Élections de 1978
|                | Pierre Sudreau sortant réélu | UDF (CDS)      | 33 603 | 51,78  |  |  |  |
|                | Alain Rannou                 | PS             | 15 367 | 23,68  |  |  |  |
|                | Pierre Sabourin              | PCF            | 12 568 | 19,37  |  |  |  |
|                | Yves Elbory                  | PSU (FA)       | 1 555  | 2,4    |  |  |  |
|                | Ludovic Szotowski            | LO             | 1 127  | 1,74   |  |  |  |
|                | Lionel Martin                | LCR            | 678    | 1,04   |  |  |  |
|                |                              |                |        |        |  |  |  |
| Inscrits       | Inscrits                     | Inscrits       | 77 964 | 100,00 |  |  |  |
| Abstentions    | Abstentions                  | Abstentions    | 11 572 | 14,84  |  |  |  |
| Votants        | Votants                      | Votants        | 66 392 | 85,16  |  |  |  |
| Blancs et nuls | Blancs et nuls               | Blancs et nuls | 1 494  | 2,25   |  |  |  |
| Exprimés       | Exprimés                     | Exprimés       | 64 898 | 97,75  |  |  |  |

Le suppléant de Pierre Sudreau était Robert Moreau.

### Élections de 1981
| Candidat       | Candidat                | Parti          | Premier tour | Premier tour | Second tour | Second tour |  |
| Candidat       | Candidat                | Parti          | Voix         | %            | Voix        | %           |  |
| -------------- | ----------------------- | -------------- | ------------ | ------------ | ----------- | ----------- |  |
|                | François Mortelette élu | PS             | 21 812       | 37,31        | 34 414      | 54,96       |  |
|                | Jacques Blot            | UDF (CDS)      | 19 729       | 33,74        | 28 200      | 45,04       |  |
|                | Pierre Sabourin         | PCF            | 8 032        | 13,74        |             |             |  |
|                | Gérard Belorgey         | Sans étiquette | 7 341        | 12,55        |             |             |  |
|                | Yves Elbory             | PSU            | 1 560        | 2,67         |             |             |  |
|                |                         |                |              |              |             |             |  |
| Inscrits       | Inscrits                | Inscrits       | 81 904       | 100,00       | 81 902      | 100,00      |  |
| Abstentions    | Abstentions             | Abstentions    | 22 364       | 27,31        | 17 991      | 21,97       |  |
| Votants        | Votants                 | Votants        | 59 540       | 72,69        | 63 911      | 78,03       |  |
| Blancs et nuls | Blancs et nuls          | Blancs et nuls | 1 066        | 1,79         | 1 297       | 2,03        |  |
| Exprimés       | Exprimés                | Exprimés       | 58 474       | 98,21        | 62 614      | 97,97       |  |

Le suppléant de François Mortelette était Pierre Follet, conseiller municipal de Fresnes.

### Élections de 1988
| Candidat       | Candidat                  | Parti          | Premier tour | Premier tour | Second tour | Second tour |  |
| Candidat       | Candidat                  | Parti          | Voix         | %            | Voix        | %           |  |
| -------------- | ------------------------- | -------------- | ------------ | ------------ | ----------- | ----------- |  |
|                | Jack Lang sortant réélu   | PS             | 24 371       | 46,39        | 31 011      | 55,71       |  |
|                | François Burdeyron        | UDF (PR) (URC) | 12 115       | 23,06        | 24 652      | 44,29       |  |
|                | Pierre Fouquet-Hatevilain | diss. UDF      | 7 686        | 14,63        |             |             |  |
|                | Anne-Marie Chalvet        | FN             | 4 286        | 8,16         |             |             |  |
|                | Roger Leclerc             | PCF            | 4 073        | 7,75         |             |             |  |
|                |                           |                |              |              |             |             |  |
| Inscrits       | Inscrits                  | Inscrits       | 78 375       | 100,00       | 78 353      | 100,00      |  |
| Abstentions    | Abstentions               | Abstentions    | 24 801       | 31,64        | 21 289      | 27,17       |  |
| Votants        | Votants                   | Votants        | 53 574       | 68,36        | 57 064      | 72,83       |  |
| Blancs et nuls | Blancs et nuls            | Blancs et nuls | 1 043        | 1,95         | 1 401       | 2,46        |  |
| Exprimés       | Exprimés                  | Exprimés       | 52 531       | 98,05        | 55 663      | 97,54       |  |

Le suppléant de Jack Lang était Michel Fromet. Michel Fromet remplaça Jack Lang, nommé membre du gouvernement, du 29 juillet 1988 au 1er avril 1993.

### Élections de 1993
| Candidat       | Candidat                | Parti          | Premier tour | Premier tour | Second tour | Second tour |  |
| Candidat       | Candidat                | Parti          | Voix         | %            | Voix        | %           |  |
| -------------- | ----------------------- | -------------- | ------------ | ------------ | ----------- | ----------- |  |
|                | Jacqueline Gourault     | UDF (CDS)      | 20 298       | 34,9         | 29 091      | 48,58       |  |
|                | Jack Lang sortant réélu | PS (ADFP)      | 19 991       | 34,37        | 30 790      | 51,42       |  |
|                | Paul Pelletier          | FN             | 6 342        | 10,9         |             |             |  |
|                | Jean-Louis Le Moing     | PCF            | 3 868        | 6,65         |             |             |  |
|                | Nicole Combredet        | Les Verts (EÉ) | 3 752        | 6,45         |             |             |  |
|                | Jacky Desforges         | Divers droite  | 2 079        | 3,57         |             |             |  |
|                | Paul Boghossian         | LT-LNÉ         | 1 366        | 2,35         |             |             |  |
|                | Olivier Bondois         | CNIP           | 462          | 0,79         |             |             |  |
|                |                         |                |              |              |             |             |  |
| Inscrits       | Inscrits                | Inscrits       | 82 015       | 100,00       | 82 012      | 100,00      |  |
| Abstentions    | Abstentions             | Abstentions    | 21 041       | 25,66        | 19 007      | 23,18       |  |
| Votants        | Votants                 | Votants        | 60 974       | 74,34        | 63 005      | 76,82       |  |
| Blancs et nuls | Blancs et nuls          | Blancs et nuls | 2 816        | 4,62         | 3 124       | 4,96        |  |
| Exprimés       | Exprimés                | Exprimés       | 58 158       | 95,38        | 59 881      | 95,04       |  |

L'élection a été annulée par le Conseil Constitutionnel en raison du rejet des comptes de campagne de Jack Lang, qui est inéligible un an.
Le suppléant de Jack Lang était Michel Fromet.

### Élections partielles de 1994
| Candidat                                   | Candidat            | Parti          | Premier tour | Premier tour | Second tour | Second tour |  |
| Candidat                                   | Candidat            | Parti          | Voix         | %            | Voix        | %           |  |
| ------------------------------------------ | ------------------- | -------------- | ------------ | ------------ | ----------- | ----------- |  |
|                                            | Michel Fromet élu   | PS             | 21 751       | 46,94        | 8 564       | 59,70       |  |
|                                            | Jacqueline Gourault | UDF (CDS)      | 16 553       | 35,67        | 9 278       | 40,29       |  |
|                                            | Paul Pelletier      | FN             | 2 661        | 5,74         |             |             |  |
|                                            | Jean-Louis Le Moing | PCF            | 2 546        | 5,49         |             |             |  |
|                                            | Nicole Combredet    | Les Verts      | 1 875        | 4,04         |             |             |  |
|                                            | Jean-Luc Ferré      | Divers droite  | 793          | 1,71         |             |             |  |
|                                            | Gérard Copède       | Divers         | 178          | 0,38         |             |             |  |
|                                            |                     |                |              |              |             |             |  |
| Inscrits                                   | Inscrits            | Inscrits       | 81 869       | 100,00       | 80 950      | 100,00      |  |
| Abstentions                                | Abstentions         | Abstentions    | 33 913       | 41,42        | 30 781      | 38,02       |  |
| Votants                                    | Votants             | Votants        | 47 956       | 58,58        | 50 169      | 61,98       |  |
| Blancs et nuls                             | Blancs et nuls      | Blancs et nuls | 1 619        | 3,38         | 2 327       | 4,64        |  |
| Exprimés                                   | Exprimés            | Exprimés       | 46 337       | 96,62        | 47 842      | 95,36       |  |
| Source : Le Monde du 8 février 1994, p. 12 |                     |                |              |              |             |             |  |

### Élections de 1997
| Candidat       | Candidat               | Parti          | Premier tour | Premier tour | Second tour | Second tour |  |
| Candidat       | Candidat               | Parti          | Voix         | %            | Voix        | %           |  |
| -------------- | ---------------------- | -------------- | ------------ | ------------ | ----------- | ----------- |  |
|                | Jack Lang élu          | PS             | 18 923       | 33,93        | 30 519      | 53,19       |  |
|                | Jacqueline Gourault    | UDF (FD)       | 15 869       | 28,45        | 26 860      | 46,81       |  |
|                | Miguel de Peyrecave    | FN             | 9 011        | 16,16        |             |             |  |
|                | Jean-Louis Le Moing    | PCF            | 4 572        | 8,2          |             |             |  |
|                | Jean-François Dutheil  | Les Verts      | 3 307        | 5,93         |             |             |  |
|                | Marie Thouard-Fontagne | LDI (MPF)      | 2 266        | 4,06         |             |             |  |
|                | Nicole Combredet       | MÉI            | 1 053        | 1,89         |             |             |  |
|                | Jean-Marc Richez       | IR             | 769          | 1,38         |             |             |  |
|                |                        |                |              |              |             |             |  |
| Inscrits       | Inscrits               | Inscrits       | 84 104       | 100,00       | 84 104      | 100,00      |  |
| Abstentions    | Abstentions            | Abstentions    | 25 281       | 30,06        | 22 557      | 26,82       |  |
| Votants        | Votants                | Votants        | 58 823       | 69,94        | 61 547      | 73,18       |  |
| Blancs et nuls | Blancs et nuls         | Blancs et nuls | 3 053        | 5,19         | 4 168       | 6,77        |  |
| Exprimés       | Exprimés               | Exprimés       | 55 770       | 94,81        | 57 379      | 93,23       |  |

Le suppléant de Jack Lang était Michel Fromet.

### Élections de 2002
| Candidat       | Candidat                 | Parti            | Premier tour | Premier tour | Second tour | Second tour |  |
| Candidat       | Candidat                 | Parti            | Voix         | %            | Voix        | %           |  |
| -------------- | ------------------------ | ---------------- | ------------ | ------------ | ----------- | ----------- |  |
|                | Nicolas Perruchot élu    | UDF              | 21 134       | 38,03        | 26 237      | 50,6        |  |
|                | Michel Fromet sortant    | PS               | 18 536       | 33,35        | 25 616      | 49,4        |  |
|                | Miguel de Peyrecave      | FN               | 7 411        | 13,33        |             |             |  |
|                | Nicole Combredet         | Les Verts        | 1 728        | 3,11         |             |             |  |
|                | Jean-Louis Le Moing      | PCF              | 1 555        | 2,8          |             |             |  |
|                | Isabelle Poulain         | CPNT             | 950          | 1,71         |             |             |  |
|                | Elsa Petit-Hassan        | LCR              | 922          | 1,66         |             |             |  |
|                | Béatrice Bontron         | Pôle républicain | 831          | 1,5          |             |             |  |
|                | Virginie Lacaille        | MPF              | 825          | 1,48         |             |             |  |
|                | Maryline Kergreis        | LO               | 695          | 1,25         |             |             |  |
|                | Philippe Klein           | MÉI              | 565          | 1,02         |             |             |  |
|                | Maryline Hariti- Corbeau | MNR              | 424          | 0,76         |             |             |  |
|                |                          |                  |              |              |             |             |  |
| Inscrits       | Inscrits                 | Inscrits         | 86 801       | 100,00       | 86 801      | 100,00      |  |
| Abstentions    | Abstentions              | Abstentions      | 30 047       | 34,62        | 32 809      | 37,8        |  |
| Votants        | Votants                  | Votants          | 56 754       | 65,38        | 53 992      | 62,2        |  |
| Blancs et nuls | Blancs et nuls           | Blancs et nuls   | 1 178        | 2,08         | 2 139       | 3,96        |  |
| Exprimés       | Exprimés                 | Exprimés         | 55 576       | 97,92        | 51 853      | 96,04       |  |

Le suppléant de Nicolas Perruchot était Jean Lhoste, maire de Saint-Georges-sur-Cher.

### Élections de 2007
| Candidat       | Candidat                        | Parti          | Premier tour | Premier tour | Second tour | Second tour |  |
| Candidat       | Candidat                        | Parti          | Voix         | %            | Voix        | %           |  |
| -------------- | ------------------------------- | -------------- | ------------ | ------------ | ----------- | ----------- |  |
|                | Nicolas Perruchot sortant réélu | NC             | 22 932       | 42,34        | 26 418      | 50,31       |  |
|                | Geneviève Baraban               | PS             | 16 388       | 30,25        | 26 097      | 49,69       |  |
|                | Miguel de Peyrecave             | FN             | 4 043        | 7,46         |             |             |  |
|                | Catherine Fourmond              | Les Verts      | 2 619        | 4,84         |             |             |  |
|                | Marie-Anne Clément              | LCR            | 2 002        | 3,7          |             |             |  |
|                | Virginie Lacaille               | MPF            | 1 900        | 3,51         |             |             |  |
|                | Laurianne Delaporte             | PCF            | 1 698        | 3,13         |             |             |  |
|                | Emmanuelle Faure                | CPNT           | 1 025        | 1,89         |             |             |  |
|                | Sarah Laurent                   | LT-LNÉ         | 908          | 1,68         |             |             |  |
|                | Maryline Kergreis               | LO             | 652          | 1,2          |             |             |  |
|                |                                 |                |              |              |             |             |  |
| Inscrits       | Inscrits                        | Inscrits       | 90 614       | 100,00       | 90 614      | 100,00      |  |
| Abstentions    | Abstentions                     | Abstentions    | 34 936       | 38,55        | 35 921      | 39,64       |  |
| Votants        | Votants                         | Votants        | 55 678       | 61,45        | 54 693      | 60,36       |  |
| Blancs et nuls | Blancs et nuls                  | Blancs et nuls | 1 511        | 2,71         | 2 178       | 3,98        |  |
| Exprimés       | Exprimés                        | Exprimés       | 54 167       | 97,29        | 52 515      | 96,02       |  |

### Élections de 2012
| Candidat       | Candidat                  | Parti          | Premier tour | Premier tour | Second tour | Second tour |  |
| Candidat       | Candidat                  | Parti          | Voix         | %            | Voix        | %           |  |
| -------------- | ------------------------- | -------------- | ------------ | ------------ | ----------- | ----------- |  |
|                | Denys Robiliard élu       | PS             | 17 278       | 37,27        | 23 972      | 51,90       |  |
|                | Nicolas Perruchot sortant | NC             | 16 136       | 34,80        | 22 216      | 48,10       |  |
|                | Michel Chassier           | RBM (FN)       | 6 607        | 14,25        |             |             |  |
|                | Laurianne Delaporte       | FG (PCF)       | 2 367        | 5,11         |             |             |  |
|                | François Thiollet         | EÉLV           | 1 601        | 3,45         |             |             |  |
|                | Élisabeth Montandon       | PDF            | 539          | 1,16         |             |             |  |
|                | Laurent Guibert           | DLR            | 446          | 0,96         |             |             |  |
|                | Marie-Anne Clément        | NPA            | 357          | 0,77         |             |             |  |
|                | Sarah Laurent             | LT-LNÉ         | 355          | 0,77         |             |             |  |
|                | Hélène Gilot              | MPF            | 272          | 0,59         |             |             |  |
|                | Étienne Bourgeois         | AÉI            | 215          | 0,46         |             |             |  |
|                | Alain Lombard             | LO             | 189          | 0,41         |             |             |  |
|                |                           |                |              |              |             |             |  |
| Inscrits       | Inscrits                  | Inscrits       | 80 490       | 100,00       | 80 494      | 100,00      |  |
| Abstentions    | Abstentions               | Abstentions    | 33 442       | 41,55        | 32 803      | 40,75       |  |
| Votants        | Votants                   | Votants        | 47 048       | 58,45        | 47 691      | 59,25       |  |
| Blancs et nuls | Blancs et nuls            | Blancs et nuls | 686          | 1,46         | 1 503       | 3,15        |  |
| Exprimés       | Exprimés                  | Exprimés       | 46 362       | 98,54        | 46 188      | 96,85       |  |

### Élections de 2017
Les élections législatives françaises de 2017 se sont déroulées les dimanches 11 et 18 juin 2017.
| Candidat         | Candidat           | Parti          | Premier tour | Premier tour | Second tour | Second tour |
| Candidat         | Candidat           | Parti          | Voix         | %            | Voix        | %           |
| ---------------- | ------------------ | -------------- | ------------ | ------------ | ----------- | ----------- |
|                  | Marc Fesneau       | MoDem          | 14 016       | 34,59        | 22 914      | 69,15       |
|                  | Michel Chassier    | FN             | 6 121        | 15,04        | 10 221      | 30,85       |
|                  | Denys Robiliard*   | PS             | 5 634        | 13,85        |             |             |
|                  | Damien Henault     | LR             | 5 374        | 13,21        |             |             |
|                  | Kenza Belliard     | LFI            | 4 302        | 10,57        |             |             |
|                  | Rama Yade          | DVD            | 2 300        | 5,65         |             |             |
|                  | Nicolas Orgelet    | EELV           | 1 148        | 2,82         |             |             |
|                  | Camélia Khabèche   | PCF            | 692          | 1,70         |             |             |
|                  | Étienne Bourgeois  | AEI            | 447          | 1,10         |             |             |
|                  | Marie-Claude Neveu | LO             | 320          | 0,79         |             |             |
|                  | Rémi Meneau        | UPR            | 275          | 0,68         |             |             |
|                  |                    |                |              |              |             |             |
| Inscrits         | Inscrits           | Inscrits       | 82 759       | 100,00       | 82 752      | 100,00      |
| Abstentions      | Abstentions        | Abstentions    | 41 224       | 49,81        | 45 454      | 54,93       |
| Votants          | Votants            | Votants        | 41 535       | 50,19        | 37 298      | 45,07       |
| Blancs et nuls   | Blancs et nuls     | Blancs et nuls | 846          | 2,03         | 4 163       | 11,16       |
| Exprimés         | Exprimés           | Exprimés       | 40 689       | 97,96        | 33 135      | 88,84       |
| * député sortant |                    |                |              |              |             |             |

### Élections de 2022
Les élections législatives françaises de 2022 se déroulent les dimanches 12 et 19 juin 2022.
| Résultats des élections législatives des 12 et 19 juin 2022 de la 1re circonscription de Loir-et-Cher |                          |                          |                          |              |              |             |             |
| Candidat                                                                                              | Candidat                 | Parti et coalition       | Nuance                   | Premier tour | Premier tour | Second tour | Second tour |
| Candidat                                                                                              | Candidat                 | Parti et coalition       | Nuance                   | Voix         | %            | Voix        | %           |
| | Marc Fesneau             | MoDem (ENS)              | ENS                      | 12 986       | 31,97        | 20 249      | 56,47       |
| | Reda Belkadi             | LFI (NUPES)              | NUP                      | 9 873        | 24,31        | 15 606      | 43,53       |
| | Michel Chassier          | RN                       | RN                       | 9 073        | 22,34        |             |             |
| | Malik Benakcha           | LR (UDC)                 | LR                       | 3 015        | 7,42         |             |             |
| | Frank Martin             | REC                      | REC                      | 1 828        | 4,50         |             |             |
| | Gildas Vieira            | LFA                      | DIV                      | 1 488        | 3,66         |             |             |
| | Hervé Mesnager           | PRG                      | RDG                      | 1 299        | 3,20         |             |             |
| | Fabienne Pomi            | PA                       | ECO                      | 569          | 1,40         |             |             |
| | Alain Lombard            | LO                       | DXG                      | 490          | 1,21         |             |             |
| Votes valides                                                                                         | Votes valides            | Votes valides            | Votes valides            | 40 621       | 97,76        | 35 855      | 90,28       |
| Votes blancs                                                                                          | Votes blancs             | Votes blancs             | Votes blancs             | 649          | 1,56         | 2 652       | 6,68        |
| Votes nuls                                                                                            | Votes nuls               | Votes nuls               | Votes nuls               | 282          | 0,68         | 1 209       | 3,04        |
| Total                                                                                                 | Total                    | Total                    | Total                    | 41 552       | 100          | 39 716      | 100         |
| Abstention                                                                                            | Abstention               | Abstention               | Abstention               | 41 223       | 49,80        | 43 076      | 52,03       |
| Inscrits / participation                                                                              | Inscrits / participation | Inscrits / participation | Inscrits / participation | 82 775       | 50,20        | 82 792      | 47,97       |

### Élections de 2024
| Candidat                 | Candidat                 | Parti et coalition       | Nuance                   | Premier tour | Premier tour | Second tour | Second tour |
| Candidat                 | Candidat                 | Parti et coalition       | Nuance                   | Voix         | %            | Voix        | %           |
| ------------------------ | ------------------------ | ------------------------ | ------------------------ | ------------ | ------------ | ----------- | ----------- |
|                          | Marine Bardet            | RN                       | RN                       | 19 069       | 35,22        |             |             |
|                          | Marc Fesneau             | MoDem (ENS)              | ENS                      | 18 711       | 34,56        |             |             |
|                          | Reda Belkadi             | LFI (NFP)                | UG                       | 8 311        | 15,35        |             |             |
|                          | Pierre Gilles Parra      | LR                       | LR                       | 3 220        | 5,95         |             |             |
|                          | Gildas Vieira            | ÉAC - LFA                | DVC                      | 2 867        | 5,29         |             |             |
|                          | Alain Lombard            | LO                       | EXG                      | 1 828        | 3,38         |             |             |
|                          | François Dassonneville   | SE                       | DIV                      | 138          | 0,25         |             |             |
|                          | Jean-Marc Tran           | SE                       | DIV                      | 4            | 0,01         |             |             |
|                          |                          |                          |                          |              |              |             |             |
| Votes valides            | Votes valides            | Votes valides            | Votes valides            | 54 148       | 96,65        |             |             |
| Votes blancs             | Votes blancs             | Votes blancs             | Votes blancs             | 1 221        | 2,19         |             |             |
| Votes nuls               | Votes nuls               | Votes nuls               | Votes nuls               | 483          | 0,86         |             |             |
| Total                    | Total                    | Total                    | Total                    | 55 852       | 100          |             | 100         |
| Abstention               | Abstention               | Abstention               | Abstention               | 26 854       | 32,47        |             |             |
| Inscrits / participation | Inscrits / participation | Inscrits / participation | Inscrits / participation | 82 706       | 67,53        |             |             |